# Asesinato de Victoria Snelgrove
Victoria E. Snelgrove (Bridgewater, Massachusetts; 29 de octubre de 1982 - Boston, Massachusetts; 21 de octubre de 2004) fue una joven estadounidense, alumna de periodismo estadounidense del Emerson College de Boston que murió tras recibir un disparo del agente Rochefort Milien, del Departamento de Policía de Boston, con un arma menos letal. 
El tiroteo tuvo lugar tras la victoria de los Boston Red Sox sobre los New York Yankees en la Serie de Campeonato de la Liga Americana de 2004. Un año después, en 2005, la ciudad de Boston llegó a un acuerdo por muerte por negligencia con la familia de Snelgrove por valor de 5,1 millones de dólares. Tras presentar una demanda por muerte por negligencia por valor de 10 millones de dólares contra FN Herstal (el fabricante del arma), la familia aceptó un acuerdo extrajudicial en junio de 2006; el importe final del acuerdo no se hizo público.

## Asesinato
En la madrugada del 21 de octubre de 2004, después de que los Boston Red Sox derrotaran a los New York Yankees en el Yankee Stadium en el séptimo partido de la Serie de Campeonato de la Liga Americana de 2004, el Departamento de Policía de Boston tomó medidas en los alrededores del Fenway Park para controlar a la multitud que se había congregado, algunos de los cuales lanzaban botellas a la policía. Aproximadamente 90 minutos después de que terminara el partido, el agente Rochefort Milien disparó a Snelgrove con un proyectil FN 303 de trauma contuso/spray pimienta. Snelgrove, que no estaba actuando de forma violenta, no era el objetivo de Milien, que había disparado a otra persona de la multitud. El proyectil para el control de multitudes alcanzó a Snelgrove en el ojo, causándole una hemorragia grave. Las ambulancias se vieron bloqueadas por la multitud, que seguía negándose a despejar la zona, lo que impidió que la asistencia médica llegara rápidamente desde la densa zona médica situada a solo 800 metros de distancia.
Snelgrove murió a las 12:50 horas en el Brigham and Women's Hospital de Boston, unas 11 horas después de recibir el disparo. Según la autopsia, el perdigón abrió un agujero de tres cuartos de pulgada (1,9 cm) en el hueso detrás del ojo, se rompió en nueve pedazos y dañó el lado derecho de su cerebro.
La comisaria de policía de Boston, Kathleen O'Toole, concedió a Milien una baja remunerada. O'Toole asistió posteriormente al funeral, que duró una hora, el 26 de octubre de 2004, en la iglesia católica de St. John, en East Bridgewater (Massachusetts), junto con el alcalde de Boston, Thomas Menino, y el gobernador de Massachusetts, Mitt Romney.

## Investigación y consecuencias
La comisaria O'Toole aceptó la responsabilidad del departamento de policía, al tiempo que condenó a los «gamberros» que participaron en los disturbios. La investigación sobre la muerte de Snelgrove fue dirigida por Donald K. Stern, un exfiscal federal conocido por procesar a figuras de la mafia, entre ellas el líder fugitivo de la banda Winter Hill, James «Whitey» Bulger. A través de la investigación, se identificó al agente Milien como la persona que disparó el tiro que mató a Snelgrove. El informe de la investigación esbozaba 12 recomendaciones para el Departamento de Policía de Boston, entre ellas una revisión de las políticas de uso de la fuerza y una mejora de la formación en el uso de armas menos letales. El 2 de mayo de 2005, la ciudad de Boston anunció un acuerdo por muerte por negligencia de 5,1 millones de dólares para la demanda de su familia.
El 12 de septiembre de 2005, el fiscal del condado de Suffolk, Daniel F. Conley, anunció que no procesaría a ninguno de los agentes implicados. Cuatro días después, la comisaria O'Toole degradó al superintendente de policía que estaba al mando la noche del tiroteo a capitán y suspendió a dos agentes, incluido Milien, durante 45 días sin sueldo. El subcomisario que se encontraba fuera del Fenway Park en el momento del incidente también fue criticado por las malas decisiones que llevaron a la muerte de Snelgrove, pero ya se había jubilado. Milien se jubiló del Departamento de Policía de Boston el 29 de febrero de 2020.
El arma que mató a Snelgrove fue fabricada por Fabrique Nationale de Herstal (FN Herstal). A raíz del incidente, varias fuerzas policiales, como el Departamento de Policía de Seattle, dejaron de utilizar esta arma. En junio de 2006, se resolvió extrajudicialmente una demanda por homicidio culposo de 10 millones de dólares entre FN Herstal y la familia Snelgrove por una cantidad no revelada. La policía de Boston nunca volvió a utilizar sus FN 303 y las destruyó en 2007, alegando que eran más potentes y letales de lo que se había previsto.

## Memoriales
Stephen King y Stewart O'Nan dedicaron su libro Faithful (2004) a Snelgrove; la dedicatoria dice simplemente: «Para Victoria Snelgrove, fanática de los Red Sox». El jardinero de los Red Sox, Trot Nixon, declaró que habría cambiado el séptimo partido de la ALCS de 2004 por tenerla de vuelta.
Los padres de Snelgrove crearon el Victoria Snelgrove Memorial Fund, «una organización sin ánimo de lucro para continuar con su espíritu y su preocupación por los demás», que concede becas a estudiantes del instituto East Bridgewater High School y del Emerson College. En abril de 2018, se inauguró un parque de patinaje en East Bridgewater que lleva su nombre.